# Олевано сул Тушано
Олѐвано сул Туша̀но (на италиански: Olevano sul Tusciano) е община в Южна Италия, провинция Салерно, регион Кампания. Разположена е на 220 m надморска височина. Населението на общината е 7010 души (към 2010 г.).
Административен център на общината е градче Ариано (Ariano).